# Patricia Piccinini
Patricia Piccinini är en australiensisk konstnär. Hon föddes år 1965 i Freetown i Sierra Leone och emigrerade 1972 med sin familj till Australien. Hon studerade ekonomisk historia innan hon blev antagen till konstskolan i Melbourne. Bland hennes verk återfinns bland annat serien Truck Babies, och den kända installationen We are Family som valdes ut att representera Australien vid Venenedigbiennalen år 2003.
Piccinini arbetar med många olika konstformer, bland annat måleri, skulptur, film, ljudkonst och digital konst. Hennes konstverk avspeglar ofta hennes intressen för världsfrågor såsom bioetik, bioteknik och miljön. Hennes arbete har fått stor internationell uppmärksamhet och uppskattning.
Piccinini tycker om att undersöka vad hon kallar 'den ofta vaga distinktionen mellan det artificiella och naturliga'. Hon utmanar våra klassificeringar av liv genom att visa upp relationer och olikheter mellan det organiska och naturliga med vår konstruerade materiella värld. Detta inspirerar henne att kombinera bland annat mänsklig fysiologi med teknik.